# کنکورد (حوزه سرشماری)، ورمانت
کنکورد (به انگلیسی: Concord) یک منطقهٔ مسکونی در ایالات متحده آمریکا است که در شهرستان اسکس، ورمانت واقع شده‌است. کنکورد ۲٫۹۲ کیلومتر مربع مساحت و ۲۷۱ نفر جمعیت دارد و ۲۶۸٫۲۳ متر بالاتر از سطح دریا واقع شده‌است.